# Ракитинка (приток Кременки)
Ракитинка — река в России, протекает по Ленинградской области. Устье реки находится в 27 км по левому берегу реки Кременки. Длина реки составляет 23 км. Река протекает через Ракитинский заказник.

## Данные водного реестра
По данным государственного водного реестра России относится к Балтийскому бассейновому округу, водохозяйственный участок реки — Луга. Относится к речному бассейну реки Нарва (российская часть бассейна).
Код объекта в государственном водном реестре — 01030000512102000025934.